# Alternative Christmas
Alternative Christmas är ett julmeddelande i Storbritannien, som sedan 1993 sänds i Channel 4, som ett alternativ till Royal Christmas Message.

## Lista över presentatörer
- 1993 – Quentin Crisp
- 1994 – Rev Jesse Jackson
- 1995 – Brigitte Bardot
- 1996 – Rory Bremner (som Diana, prinsessa av Wales)
- 1997 – Margaret Gibney, en skolflicka från Belfast som önskade fred i Nordirland
- 1998 – Doreen Lawrence och Neville Lawrence, Stephen Lawrences föräldrar
- 1999 – Ali G
- 2000 – Helen Jeffries, mor till ett offer för Galna kosjukan
- 2001 – Genelle Guzman, överlevare av 11 september-attackerna
- 2002 – Sharon Osbourne
- 2003 – Barry and Michelle Seabourn, ett par från Merseyside som deltog i Channel 4:s realityserie Wife Swap.
- 2004 – Marge Simpson
- 2005 – Jamie Oliver
- 2006 – Khadijah[1]
- 2007 – Major Andrew Stockton, brittisk soldat som tappade armen vid strid i Afghanistan.
- 2008 – Mahmoud Ahmadinejad, president i Iran[2]
- 2009 – Katie Piper, TV-presentatör som opererades sedan  syra kastats mot hennes ansikte.[3]
- 2010 – Barnmorsko, från Channel 4:s program One Born Every Minute.
- 2011 – Meddelande  ett: Max Laird, Susan Campbell-Duncan, Karen Gale och Katie Piper. Meddelande två: Vic Goddard och Stephen Drew från Educating Essex

### Fotnoter
1. ↑  ”Muslim woman pulls out of Christmas Message”. Digital Spy. 16 december 2006. Arkiverad från originalet den 13 januari 2007. https://web.archive.org/web/20070113161441/http://www.digitalspy.co.uk/article/ds40811.html. Läst 12 mars 2009.
2. ↑  ”Ahmadinejad gives festive speech”. BBC News. 24 december 2008. Arkiverad från originalet den 15 februari 2009. https://web.archive.org/web/20090215095920/http://news.bbc.co.uk/1/hi/entertainment/7799094.stm. Läst 12 mars 2009.
3. ↑  Plunkett, John (11 december 2009). ”Acid attack survivor to deliver Channel 4's alternative Christmas message”. The Guardian (London). http://www.guardian.co.uk/media/2009/dec/11/channel-4-alternative-christmas-message.